# Adetus alboapicalis
Adetus alboapicalis là một loài bọ cánh cứng trong họ Cerambycidae.